# Canyoning

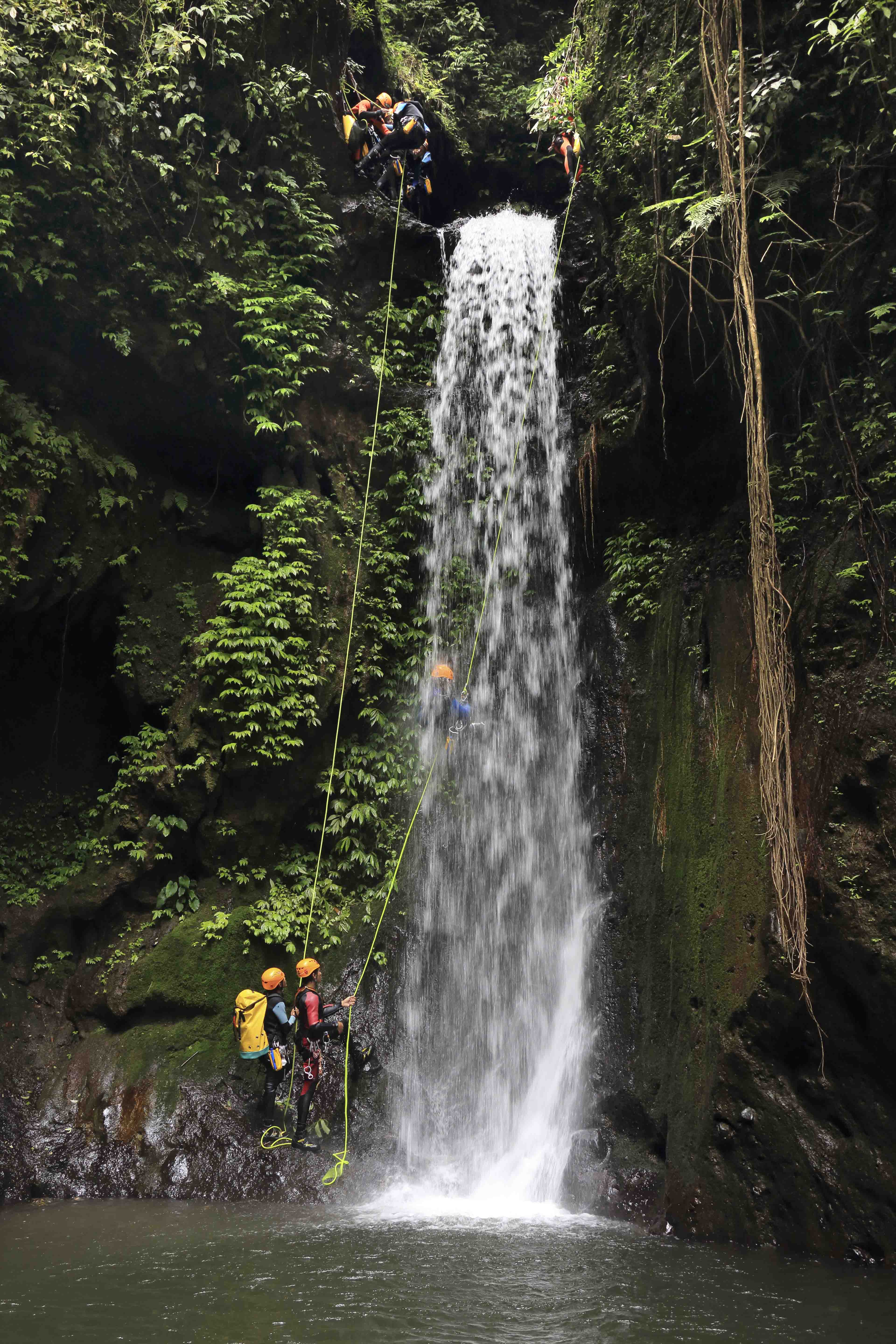
Canyoning in Gitgit, Bali, Indonesia

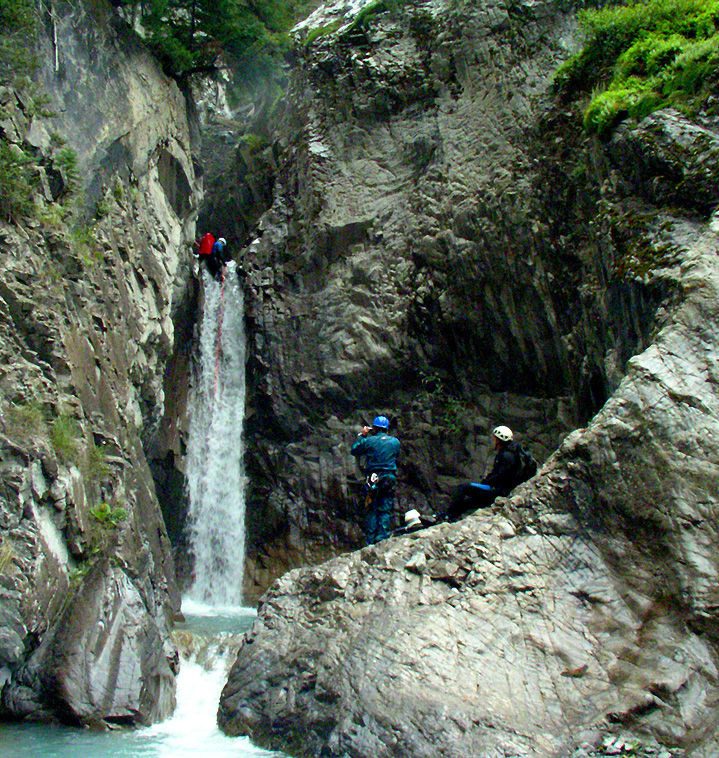
Canyoning in de Rocky Mountains

Canyoning is een sport waarbij men de loop van een rivier door een kloof volgt. Canyoning is dus vooral een sport die in de bergen wordt beoefend. Om de rivier te volgen is het daarbij nodig te wandelen, af te klimmen, te springen, te zwemmen en te abseilen. Canyoning is niet gevaarlijker dan skiën, met gemiddeld 12 doden per 100 000 beoefenaars. Het risico stijgt uiteraard als er onervaren mensen of onopgeleide mensen aan de sport deelnemen. Het is daarom aan te raden om een goede opleiding te volgen bij een gespecialiseerde bergsportclub, of onder begeleiding van een gids te gaan. De naam komt van het Engelse canyon, dat kloof betekent. Een beoefenaar van de canyoning sport is een canyoneer.

## Ontstaan van de kloven
De vorm van de kloof, waardoor de rivier naar beneden komt, is vooral ontstaan door de door het water veroorzaakte erosie. Hoe de kloof zelf is ontstaan heeft een meer geologische achtergrond. De verschillende aardlagen die zijn vrijgekomen, vormen een schouwspel van kleuren en rotsen.
De ontstaanswijze van de kloof bepaalt voor een groot deel de manier waarop men zich door de kloof voortbeweegt. In de door wind uitgesleten zandsteencanyons, kun je vaak gewoon wandelen, met hier en daar een kleine afstap. Bij hardere steensoorten ontstaan vaak steile kloven met daarin veel water, waarbij grote abseils moeten worden gemaakt. Vooral bij de laatste soort canyons komt veel water voor. Dit maakt de canyons vooral spectaculair, maar tevens gevaarlijk. De beoefenaar van deze sport moet dan goed weten wat hij of zij doet.
Canyons kunnen zeer makkelijk of zeer moeilijk zijn, alhoewel het accent bij canyoning eerder op genieten van de canyon en het plezier ligt, dan op de moeilijkheidsgraad. De sport wordt wereldwijd beoefend door vele duizenden mensen, van alle leeftijden.

## Uitrusting
Het materiaal bestaat uit kledij waarmee het mogelijk is een wild stromende rivier af te dalen en uit materiaal om zich te zekeren. In ieder geval zijn een wetsuit, een veiligheidshelm, een gordel en canyoningschoenen nodig. Beoefenaars van de canyoningsport hebben jarenlang materiaal uit andere sporttakken gebruikt, zoals de speleologie en het alpinisme, maar aangezien de sport de laatste jaren aan populariteit wint, is er meer en meer gespecialiseerd canyoningmateriaal op de markt te krijgen.
Het sportmateriaal van de canyoneer verslijt snel, vooral door de combinatie van water en rotsen, waardoor het een dure sport wordt. Een wetsuit slijt snel door aan knieën en ellebogen. Het is dus aangeraden om de pakken op deze plekken te verstevigen met vloeibaar rubber of met beschermingsstukken.
Bij canyoning is het essentieel de juiste uitrusting te gebruiken, zo niet dan kan dit gevaar opleveren voor de gehele groep.

## Gevaren
Canyoning kan gevaarlijk zijn. Dat is een reden om de sport altijd in georganiseerd verband te doen. Het is vaak moeilijk om langs de zijkant uit een canyon weg te geraken. Soms zijn er geen vluchtwegen, en dan is de enige uitweg verder door de kloof afdalen. Het kan soms uren of dagen duren voordat een reddingsploeg bij de slachtoffers van een canyoningramp kan geraken.
Bij een ongeval in 1999 in de buurt van Interlaken in Zwitserland kwamen 21 mensen om het leven. Vanwege de gevaren is de sport op veel plaatsen verboden.
Omdat de sport in koud water wordt beoefend, is er een risico op onderkoeling. Bij springen of van glijbanen afglijden is er een risico op verkeerd neerkomen en kneuzingen of breuken. Ook kan je verdrinken.
Sommige mensen maken canyoning onderdeel van een trektocht door de wildernis; dan liggen de gevaren anders.

## Canyon Team Vlaanderen
In 2006 werd Canyon Team Vlaanderen (CTV) vzw opgericht met als doel de sport te promoten en zich bezig te houden met canyoning opleidingen. Beginnende canyoneers worden begeleid en opgeleid tot zelfstandig canyoneer, gevorderde canyoneers wordt de kans gegeven om hun kennis te verbeteren. De CTV verzorgt ook de VTS/BLOSO opleiding tot initiator, lesgever canyoning.

## Nederlandse Canyoning Bond
Hoewel in Nederland canyoning nergens mogelijk is, heeft ook Nederland sinds 2007 een vereniging voor canyoning, de Nederlandse Canyoning Bond.